# Кеко, Джанфисе
Джанфисе Кеко (алб. Xhanfise Keko; 27 января 1928, Гирокастра — 22 декабря 2007, Тирана) — албанский режиссёр и сценаристка. Первая женщина-режиссёр в истории албанского кино. Зачинатель албанского детского кино. Народный артист Албании (алб. «Artist i Popullit», 1984).

## Биография
После окончания двухгодичного курса кинематографии в Москве, с 1952 года начала работать редактором на киностудии «Новая Албания».
Была одним из семи основателей киностудии «Новая Албания» (алб. Kinostudio «Shqiperia e Re», с начала 1990-х — Албфильм).
В 1963 году сняла свой первый документальный фильм. После нескольких работ в документалистике в 1971 году дебютировала в качестве режиссёра игрового кино.
В 1952—1984 годах Джанфисе Кеко сняла около 25 разноплановых фильмов, в том числе 12 художественных фильмов, в основном для детской аудитории.
Две её кинокартины — «Бени, который гуляет сам по себе» (1975) и «Томка и его друзья» (1977) были награждены на одном из самых известных детских кинофестивалей в мире в Джиффони-Валле-Пьяна (Италия).

## Фильмография
- Taulanti kërkon një motër (1984)
- Një vonesë e vogël (1982)
- Kur xhirohej një film (1981)
- Partizani i vogël Velo (1980)
- Pas gjurmëve (1978)
- Томка и его друзья (1977)
- Malësorët pas komisarëve (1976)
- Tinguj lufte (1976)
- Бени, который гуляет сам по себе (1975)
- Për popullin, me popullin (1975)
- Reportazh nga Tropoja (1975)
- Qyteti më i ri në botë (1974)
- Mimoza llastica (1973)
- Kongresi i 6 PPSH (1972)
- Kryengritje në pallat (1972)
- Shkolla tingujt ngjyra (1972)
- ABC…ZH (1971)
- Nga festivali artistik i fëmijve (1969)
- Kalitemi nepërmjet aksioneve (1968)
- Lart flamujt e aksioneve (1968)
- Ato çajnë përpara (1967)
- Gra heroike shqiptare përpara (1967)
- Miqësi e madhe unitet luftarak (1966)
- Tregim për njerzit e punës (1963)
- Kongresi i 3 i PPSH (1952)